# متلازمة وهيم
متلازمة وهيم WHIM (أو الثآليل ونقص غاما غلوبولين الدم ونقص المناعة وقلة العدلات النقوي الخلقي) هي اضطراب نقص المناعة الخلقي النادر الذي يتميز بقلة العدلات المزمنة غير الحلقية.

## الفيزيولوجيا المرضية
تنتج متلازمة وهيم WHIM عن طفرات جسمية سائدة في جين المستقبل الكيميائي CXCR4، مما يؤدي إلى اقتطاع نهاية الكربوكسي للمستقبل بين 10 و19 وحدة بنائية. يقع الجين في الصبغي ال21 (2q21). ينتج عن اقتطاع بروتين المستقبل عدم القدرة على تقليل التنظيم بعد التحفيز. وهكذا، يبقى المستقبل في حالة نشطة. متلازمة WHIM هي واحدة من الأمراض القليلة التي تسببها مادة كيميائية شاذة بشكل مباشر، مما يجعل البيولوجيا الجزيئية مهمة في فهم دور إشارات الخلايا وطريقة التحكم بها.
ولوحظ وجود ارتباط مع كيناز مستقبلات مقترنة بالبروتين G (GRK3).

## التشخيص
يُظهر المرضى قابلية متزايدة للإصابة بالعدوى البكتيرية والفيروسية، خاصةً من النمط المصلي الشائع لفيروس الورم الحليمي البشري، مما يؤدي إلى ظهور الثآليل على اليدين والقدمين ابتداءً من الطفولة. تشير قلة العدلات النقوية الخلقية إلى بقاء (kathexis) العدلات في نخاع العظم. بالإضافة إلى ذلك، غالبًا ما تكون الخلايا الليمفاوية ومستويات الأجسام المضادة IgG (جاما جلوبيولين) ناقصة.

## العلاج
قد يؤدي تسريب الجلوبيولين المناعي إلى تقليل تواتر الالتهابات البكتيرية، ويحسن العلاج بـ G-CSF (عامل تحفيز مستعمرات الخلايا المحببة) أو GM-CSF (عامل منبه لمستعمرات المحببات والبلاعم) تعداد العدلات في الدم.
نظرًا لأن متلازمة وهيم WHIM هي مرض جزيئي ينشأ عن طفرات في CXCR4، حددت الدراسات قبل السريرية بليريكسافور (plerixafor)، وهو مضاد محدد لـ CXCR4، كعلاج محتمل قائم على علاج آلية المرض. أظهرت تجربتان سريريتان لاحقتان شملتا مجموعة من المرضى الذين يعانون من متلازمة وهيم أن البليريكسافور يمكن أن يزيد من عدد خلايا الدم البيضاء ولا يزال علاجًا مستهدفًا واعدًا.
يوجد حالة لامرأة شفيت تلقائيًا من متلازمة وهيم نتيجة ما يُعرف بالتهشم الكروموزومي (Chromothripsis) في إحدى خلايا الدم الجذعية.
لدعم هذه الدراسات، عالجت تجربة سريرية من المرحلة الأولى عام 2014 ثلاثة مرضى شُخصوا بمتلازمة وهيم بعد تناول دواء البليريكسافور مرتين يوميًا لمدة ستة أشهر. كان المرضى الثلاثة يعانون من عدوى متكررة متعددة قبل العلاج وازداد عدد خلايا الدم البيضاء بعد العلاج عندهم كلهم. كان يعاني مريض واحد (المريض الثالث) من انخفاض في إصاباته بنسبة 40% بينما لم يكن لدى المريضين المتبقيين (الأول والثاني) أي عدوى طوال فترة العلاج. قد يثبت البليريكسافور أيضًا أن له خصائص مضادة لفيروس الورم الحليمي البشري (HPV)، فقد عانى جميع المرضى من انكماش أو اختفاء كامل لثآليلهم. بينما يُظهر هذا العلاج نتائج واعدة في علاج قلة العدلات، لم تظهر هذه التجربة أي زيادة في الجلوبيولين المناعي في الجسم. صدرت الموافقة على تجربة سريرية من المرحلة الثالثة لمقارنة قدرة الوقاية من العدوى باستخدام البليريكسافور مقابل العلاج الحالي بـ G-CSF في المرضى الذين يعانون من متلازمة وهيم.